# Daflon
DafELIn® (o Daflon 500) es un medicamento venotónico o flebotónico y vasoprotector. Tiene actividad venotónica lo que significa que aumenta el tono venoso: posee actividad micro circulatoria y aumenta la resistencia capilar. El uso de Daflon puede aliviar las molestias en las piernas, aligerándolas, reduciendo la hinchazón de los tobillos. Los medicamentos venotónicos están recomendados por los expertos para el tratamiento de la enfermedad venosa o de la insuficiencia venosa. 
Daflon es una fracción flavonoica purificada y micronizada, MPFF que contiene 90% diosmina y 10% otros flavonoides expresaron en hesperidina. Está fabricado por Los Laboratorios Servier.
Daflon es un medicamento disponible sin receta, en casi todas las farmacias, indicado en España para el tratamiento de las insuficiencia venosa leve en adultos. daflon se vende también en Francia y Malasia.
En 2020 una revisión Cochrane de flebotonicós, incluyendo diosmina mostró evidencia de nivel moderada para la reducción del edema comparado con un placebo en el tratamiento de insuficiencia venosa crónica.

## Insuficiencia venosa
La insuficiencia venosa es una enfermedad que afecta entre el 60% de la población adulta en todo el mundo. Es una enfermedad crónica y progresiva que puede impactar la calidad de vida de los pacientes.
Es una enfermedad del sistema circulatorio que se produce por la incapacidad de retornar la sangre al corazón. En las venas se alojan válvulas que, con la ayuda de la acción muscular, evitan que la sangre retroceda hacia las extremidades, su correcto funcionamiento es clave para que la sangre fluya hacia el corazón

## Dosis
Para la insuficiencia venosa, la dosis es de 2 comprimidos al día. La dosis recomendada es de 2 comprimidos al día, repartidos en dos tomas, un comprimido al medio día y otro por la noche, con las comidas.  

## Efectos secundarios
Las reacciones adversas notificadas con Daflon en ensayos clínicos son de intensidad leve. Básicamente consisten en reacciones gastrointestinales.